# Kumbhraj
Kumbhraj è una suddivisione dell'India, classificata come nagar panchayat, di 13.999 abitanti, situata nel distretto di Guna, nello stato federato del Madhya Pradesh. In base al numero di abitanti la città rientra nella classe IV (da 10.000 a 19.999 persone).

## Geografia fisica
La città è situata a 24° 22' 0 N e 77° 2' 60 E e ha un'altitudine di 418 m s.l.m..

## Società

### Evoluzione demografica
Al censimento del 2001 la popolazione di Kumbhraj assommava a 13.999 persone, delle quali 7.317 maschi e 6.682 femmine. I bambini di età inferiore o uguale ai sei anni assommavano a 2.474, dei quali 1.251 maschi e 1.223 femmine. Infine, coloro che erano in grado di saper almeno leggere e scrivere erano 7.938, dei quali 4.917 maschi e 3.021 femmine.